# Molden (Vestland)
Der Molden ist ein Berg in der Kommune Luster in der Provinz Vestland in Norwegen.

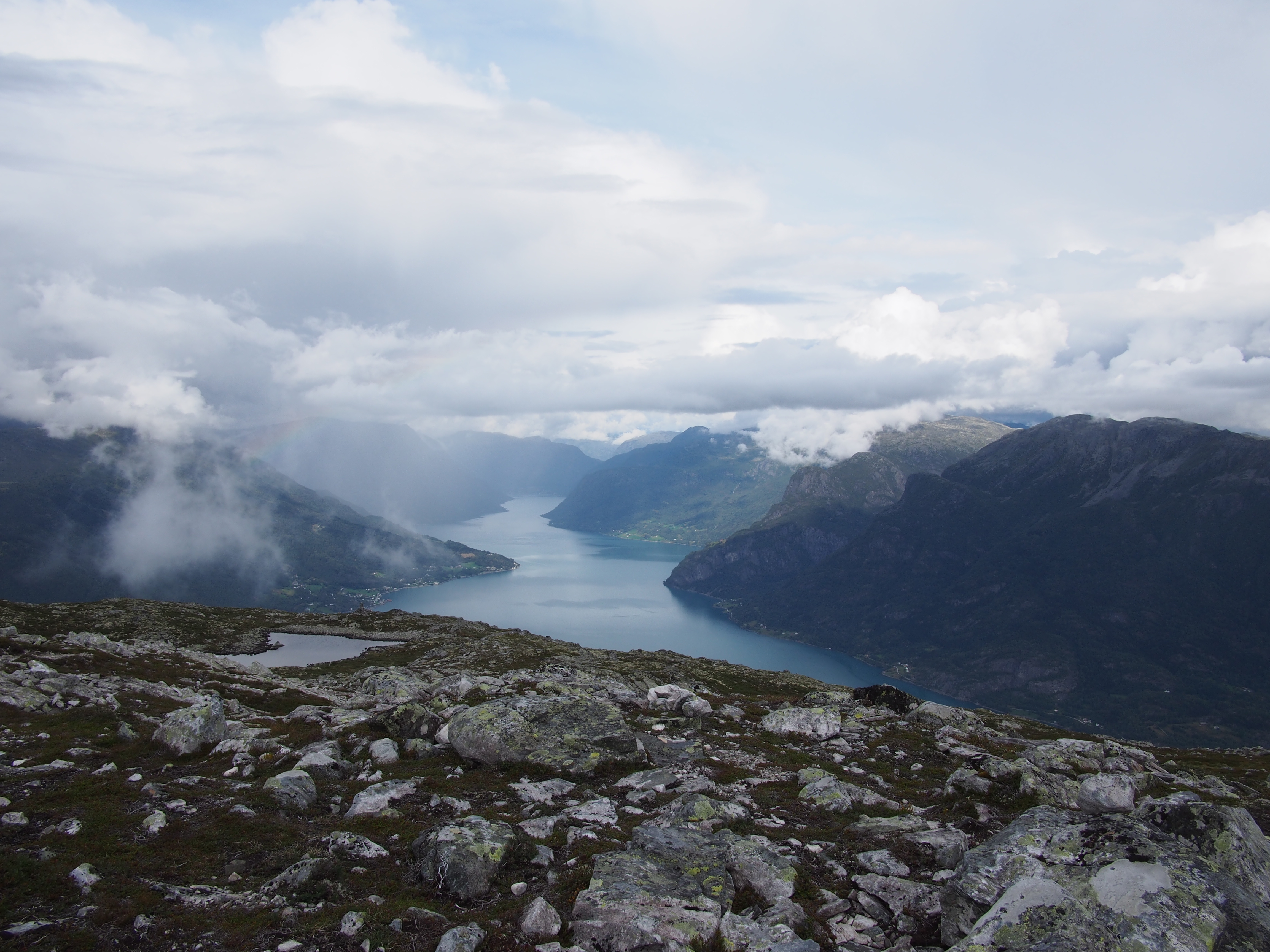
Blick vom Gipfel nach Nordosten über den Lustrafjord, 2019

Der Berg erreicht eine Höhe von 1118 Metern und erhebt sich auf der Westseite des Lustrafjords. Von der offiziellen Höhenangabe abweichend werden auch Höhen von 1116 bzw. 1121 Metern angegeben. Unmittelbar nördlich des Bergs mündet der Gaupnefjord in den Lustrafjord, so dass der Molden auf zwei Seiten von Wasser umgeben ist und mit seiner markanten Lage das Landschaftsbild prägt. Unterhalb des Gipfels befindet sich auf der Nordseite des Bergs eine steinerne Schutzhütte.
Mehrere kleine Wasserläufe entspringen am Berg, so der Haugagrovi. An der Westflanke befindet sich an einem anderen Wasserlauf der Wasserfall Spildrefossen.
Nördlich des Bergs liegt am Ufer des Gaupnefjords der Ort Marifjøra, östlich, am Lustrafjord, der Weiler Vedvik. Darüber hinaus bestehen mehrere kleine Höfe.